# Ludovic Penin
Pour les articles homonymes, voir Penin.
Ludovic Penin, né à Lyon le 8 janvier 1830 et mort le 16 mars 1868, est un médailleur français.

## Biographie
Ludovic Penin est le fils de Marius Penin (1807-1883), et le grand-père d'Adolphe Penin (1888-1985), tous les deux médailleurs lyonnais. Il représente la seconde génération de graveurs dans la famille Penin.
Le titre de graveur pontifical lui est accordé en 1864 par Pie IX,.

## Famille
- Marius Penin (1807-1883), médailleur lyonnais.
  - Ludovic Penin (1830-1868), fils de Marius Penin, médailleur lyonnais, a le titre de graveur pontifical accordé en 1864 par Pie IX.
    - Edmond Penin (1862-1946), industriel
      - Adolphe Penin (1888-1985), petit-fils de Ludovic Penin, médailleur lyonnais, élève d’Henri-Auguste-Jules Patey à l’École nationale supérieure des beaux-arts de Paris.
        - Paul Penin (1921-2017), fils d'Adolphe Penin, sculpteur-médailleur lyonnais, élève d’Henry Dropsy à l'École nationale supérieure des beaux-arts de Paris.

## Œuvres
- Médaille émise le 13 mai 1862, à l'occasion de l'admission, par Pie IX, de Marguerite-Marie Alacoque parmi les bienheureuses.
- Médaille Dispensaire général de Lyon[4].

## Galerie

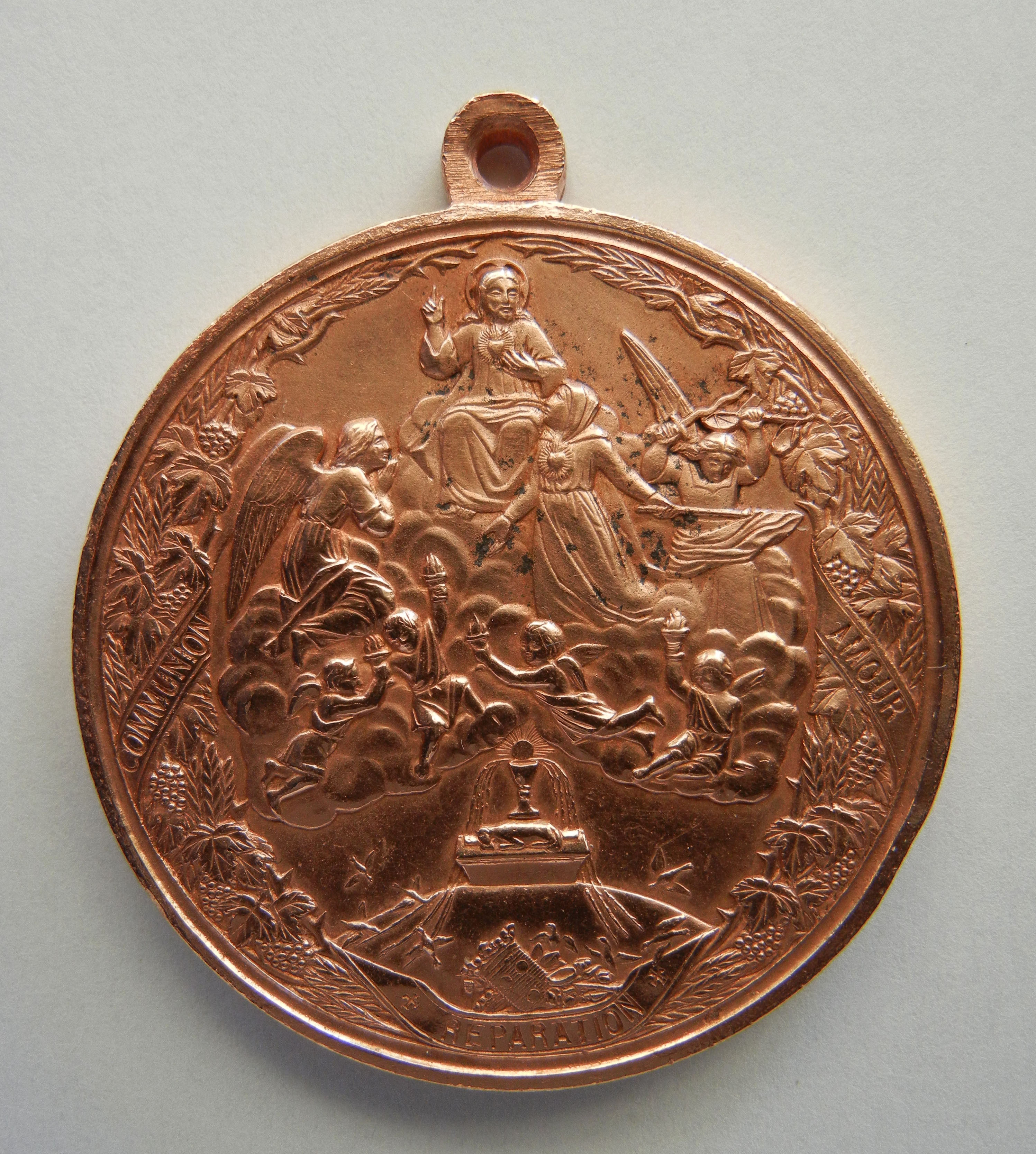
Bienheureuse Marguerite-Marie Alacoque le 13 mai 1862, avers.
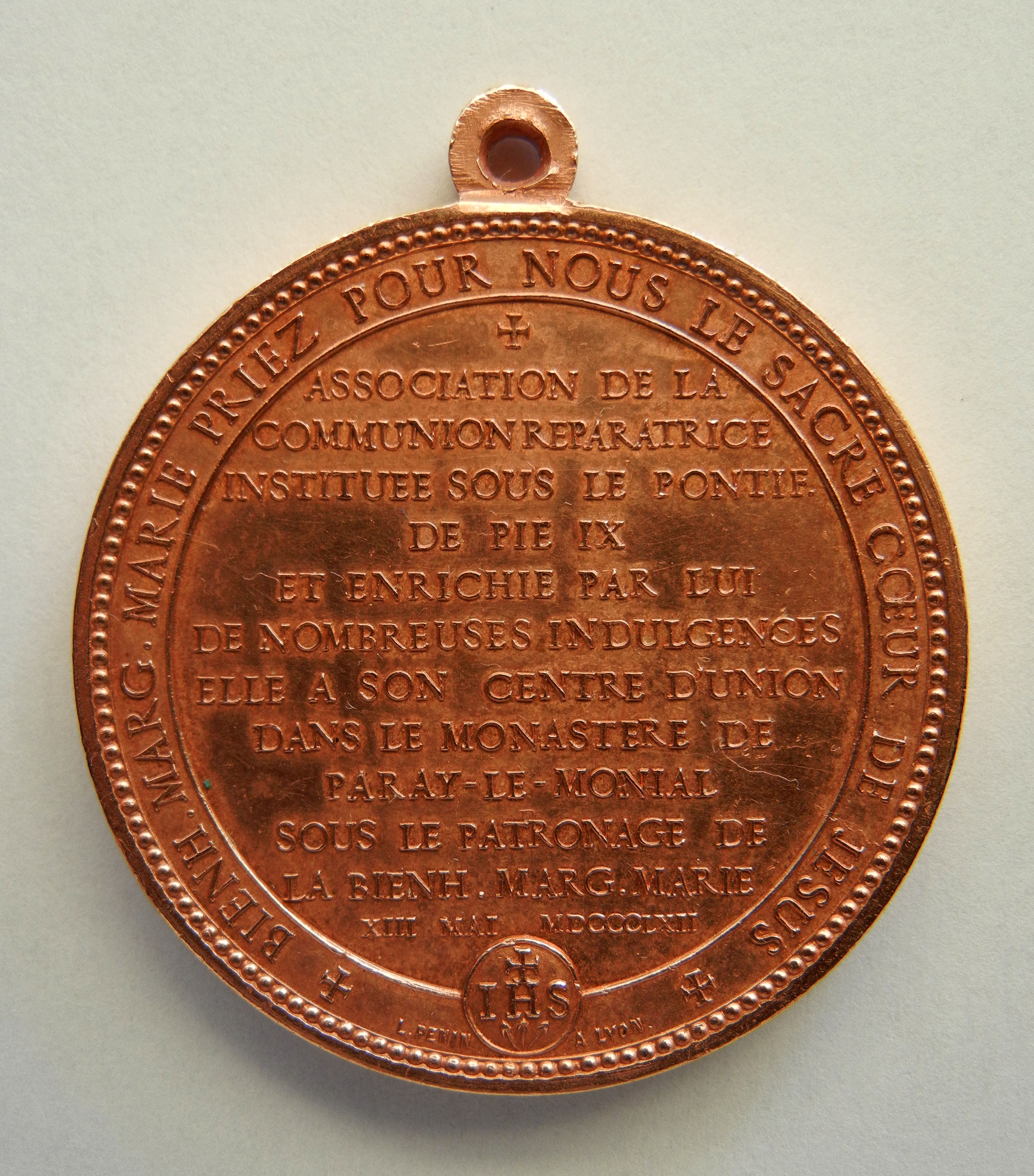
Bienheureuse Marguerite-Marie Alacoque le 13 mai 1862, revers.